# おにぱん!
『おにぱん！』は、WIT STUDIO制作の日本のテレビアニメ。2022年2月に制作が発表され、4月11日から7月1日までテレビ東京系列『おはスタ』にて放送された。月曜日から金曜日まで放送され、一週間を通して1つのエピソードが展開される形式となっている。4月15日からは1週間の放送分を1本にまとめた見逃し配信が、配信サイトにて順次実施された。
主人公である3人の鬼の子供たちが、鬼と人間が共存する世界で鬼のイメージアップのために奮闘する物語で、原作は『魔法使いの嫁』の監督を務めた長沼範裕と、WIT STUDIO、小学館集英社プロダクションの3者からなる「おにぱん！プロジェクト」。監督は『みなみけ』『ゆるゆり』などを手掛けた太田雅彦が起用された。
主人公の鬼の子供を演ずる野崎結愛・根岸実花・野中ここなは声優ユニット「おにぱんず！」として活動を行い、2022年8月26日には恵比寿ザ・ガーデンホールにて本作のライブイベント「おにぱん！ファンミーティング&ライブ2022『おにさんこちら♪』」が開催された。

## あらすじ
「鬼は悪者」というイメージも古くなり、現代では鬼と人間が共存しているが、昔のやんちゃによって誤解を受けることもあった。鬼ヶ島から東京の中学校へ転校してきた3人のおにっ子こと鬼の子供たちは、おにぱんという鬼族に伝わるぱんつを頼りに、鬼のイメージアップを目指す。

## 登場キャラクター
おにっ子の声を担当する3人は、声優を務めるのは本作が初となる。
つつじ
声 - 野崎結愛
本作の主人公。鬼ヶ島から東京の中学校に転入してきた14歳の赤鬼の少女。人懐っこく、好奇心旺盛な明るい性格。芯が強く、一度決めたことはやり通すが、それゆえに時おり迷走する。都会に憧れており、特に恋やおしゃれに興味を持っている。
ひまわり
声 - 根岸実花
鬼ヶ島から東京の中学校に転入してきた14歳の黄鬼の少女。やんちゃないたずら好きで、他の2人を先導する。基本的に周囲を気にせず我が道をいくが、突然の事態には弱い常識的な面も持ち合わせる。3人のおにっ子の中では最も家事スキルが高い。
つゆくさ
声 - 野中ここな
鬼ヶ島から東京の中学校に転入してきた14歳の青鬼の少女。クールに見える天才肌だが、ズボラな性格であり、面倒ごとは他の2人にたびたび押し付ける。3人のおにっ子の中では、最も精神的に大人びている一方で、好物の甘いもののために何でもするような子供っぽい部分がある。
桃園 桃（）
声 - 前田佳織里
桃太郎の子孫とされる14歳の少女。岡山一の大金持ちの家に生まれたお嬢様で、本人によると「東京に留学中」だという。血筋を誇りとし、何事も自分が一番でなければ気が済まないが、日本一であるために陰で努力を重ねている。誰に対しても高飛車な態度を取り、特に鬼に対するあたりが強いが、実際は仲良くしたいと思いながら素直になれずにいる。
一寸 法子（）
声 - 富田美憂
つつじたちのクラスメイトで、14歳。背が低く、長い前髪が常に顔を隠しているため、クラスの中でも地味で目立たない存在。物静かだが、時折り針のように鋭いツッコミを外野から入れるため、心霊現象扱いされることがある。その正体は一寸法師の子孫であり、先祖から伝わる打ち出の小槌を使ってトップアイドルのりりんに変身する。
クマ
声 - 井上喜久子
動くぬいぐるみのような外見の謎のクマ。お目付役として3人のおにっ子たちについてきたが、実際は放任主義であり、頑張る3人をそっちのけでグータラしている。

## スタッフ
- 原作 - おにぱん！プロジェクト[8]
- 原案・原作監修 - 長沼範裕[8]
- おにっ子デザイン原案 - トマリ[8]
- 監督 - 太田雅彦[8]
- 助監督 - 橋口淳一郎[8]
- シリーズ構成 - あおしまたかし[8]
- キャラクターデザイン・総作画監督 - 柳隆太[8]
- メインアニメーター・プロップデザイン - 辻村歩
- メカデザイン - 高畠聡（第4話）
- 美術監督 - 鈴木俊輔[8]（第1-4話）、赤上由峰（第5話-）
- 美術設定 - 反田誠二（第1-4、7話-）、藤井一志、須藤愛希子（第5話-）
- 3DCG監督 - 廣住茂徳[8]
- 色彩設計 - 小松亜理沙[8]
- 撮影監督 - 頓所信二[8]
- 編集 - 小野寺絵美[8]
- 音響監督 - えびなやすのり[8]
- 効果 - 山谷尚人[8]
- 録音 - 鶴巻慶典[8]
- 音楽 - 三澤康広[8]
- 音楽制作 - 小学館ミュージック&デジタルエンタテインメント
- チーフプロデューサー - 長谷川友紀
- プロデューサー - 沼越有加、完戸翔洋、山内学、杉山宗一郎、木元準久、駒形匠、前畑忠孝
- ぱんつプロデューサー - 岩城郁佳
- アニメーションプロデューサー - 完戸翔洋
- アニメーション制作 - WIT STUDIO[8]
- 企画協力 - AAO Project（AOI Pro.、アミューズ、オリガミクスパートナーズ）[6]
- 製作 - おにぱん！製作委員会

## 主題歌
「おにパパパン！パン！」
主要キャスト3人（野崎・根岸・野中）によるユニット「おにぱんず！」による第1話から第6話までのテーマ曲。作詞は辻村有記、作曲・編曲は辻村と伊藤賢。
「鬼ヤバッ！」
おにぱんず！ による第7話から第12話までのテーマ曲。作詞・作曲は辻村有記、編曲は辻村と伊藤賢。
「ときめき♡ワンダーランド」
のりりん（富田美憂）による挿入歌。作詞はRT2、作曲・編曲は加部輝。

## 各話リスト
| 話数 | サブタイトル                          | 脚本           | 絵コンテ                          | 演出                              | 作画監督                                                           | 放送日                |
| ---- | ------------------------------------- | -------------- | --------------------------------- | --------------------------------- | ------------------------------------------------------------------ | --------------------- |
| #1   | 上陸！ 3人のおにっ子！                | あおしまたかし | 太田雅彦                          | 阿波部竜太朗                      | 辻村歩                                                             | 2022年 4月11日 - 15日 |
| #2   | もーっもっもっもっもっもっ！          | あおしまたかし | 大隈孝晴                          | いとがしんたろー                  | 黒田ありさ 吉田和香子 河本零王                                     | 4月18日 - 22日        |
| #3   | おにっ子、商店街に現る                | 山田靖智       | 荒井省吾                          | 荒井省吾                          | 辻村歩 れいみー 馬場一樹 河本零王                                  | 4月25日 - 29日        |
| #4   | 部活動の鬼！                          | 杉原研二       | 仲澤慎太郎                        | 平向智子                          | 降籏秀吉 辻村歩 馬場一樹 河本零王 黒田ありさ                       | 5月2日 - 6日          |
| #5   | 激闘！ モモロワイヤル!!               | 鴻野貴光       | 宮崎なぎさ                        | 橋口淳一郎                        | 河本零王 小川麻衣 馬場一樹 刘云留                                  | 5月9日 - 13日         |
| #6   | アイドル伝説のりりん                  | 鴻野貴光       | 太田雅彦                          | 阿波部竜太朗                      | 辻村歩 吉田和香子 チェユンミ                                       | 5月16日 - 20日        |
| #7   | スクープ！ クマの正体は〇〇!?         | 山田靖智       | 阿波部竜太朗 柳隆太（海賊パート） | 阿波部竜太朗 柳隆太（海賊パート） | 辻村歩 黒田ありさ 小川麻衣 れいみー 柳隆太 （海賊パート）          | 5月23日 - 27日        |
| #8   | さよならおにぱん!?                    | 杉原研二       | 西森章                            | 平向智子                          | 辻村歩 れいみー 黒田ありさ STUDIO MASSKET 熊睿鑫 劉雲流            | 5月30日 - 6月3日      |
| #9   | 鬼の居ぬ間に文化祭！                  | 杉原研二       | 荒井省吾                          | 荒井省吾                          | 馬場一樹 河本零王 チェユンミ                                       | 6月6日 - 10日         |
| #10  | おにっ子☆チャンネルはじめました       | 鴻野貴光       | 太田雅彦                          | 橋口淳一郎                        | 小川麻衣 黒田ありさ れいみー 程震雷                                | 6月13日 - 17日        |
| #11  | 目指せアイドル？ ONIプロジェクト！    | 山田靖智       | 詩村宏明                          | 郷原承                            | チェユンミ 北島勇樹 劉雲留 馬場一樹 河本零王                       | 6月20日 - 24日        |
| #12  | 伝説バトル！ おにっ子たちよ、永遠に―― | あおしまたかし | 太田雅彦                          | 阿波部竜太朗                      | チェユンミ 黒田ありさ れいみー 小野和寛 小川麻衣 馬場一樹 河本零王 | 6月27日 - 7月1日      |

## BD
| 巻 | 発売日        | 収録話         | 規格品番  |
| -- | ------------- | -------------- | --------- |
| 1  | 2022年11月9日 | 第1話 - 第6話  | ASBD-1272 |
| 2  | 2022年11月9日 | 第7話 - 第12話 | ASBD-1273 |

## 出演

### イベント
- 「おにパパパン！パン！」リリース記念インストアライブ（渋谷タワーレコード、2022年6月11日）－ おにぱんず！の3名とMCの森ハヤシが出演[12]。
- 2022年6月26日 - アミューズ本社（山梨県南都留郡富士河口湖町）で実施の株主総会後の株主限定イベントに出演[13]。
- おにぱん！ファンミーティング＆ライブ2022「おにさんこちら♪」（恵比寿ザ・ガーデンホール、2022年8月26日） - おにぱんず！の3名と前田佳織里と富田美憂とMCの森ハヤシが出演[14][15]。

### Web配信番組
- GAME HOUSE ～3種類のゲームで真剣勝負!～（2022年8月16日、Amuse＋）[16]